# Tribunal Constitucional (Turquía)

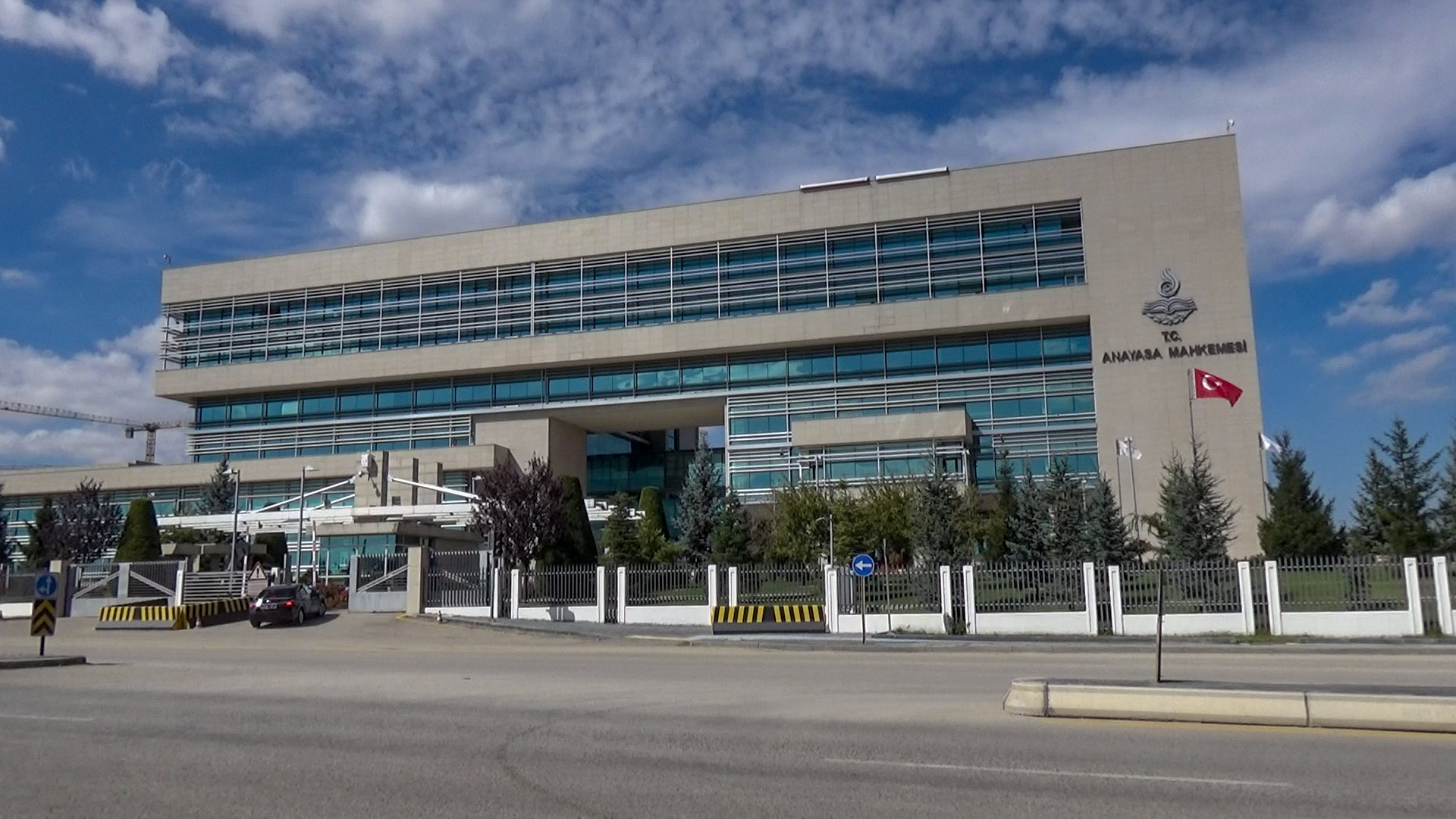
Sede del Tribunal Constitucional de Turquía.

El Tribunal Constitucional de la República de Turquía (en turco: Türkiye Cumhuriyeti Anayasa Mahkemesi) es la máxima instancia legal que realiza el control constitucional en Turquía. Examina la constitucionalidad en lo que respecta a la forma y al fondo de las leyes, normas jurídicas y decretos leyes, así como del reglamento de funcionamiento de la Asamblea Nacional de Turquía (artículo 148 de la Constitución de Turquía). También funciona como Sala Penal Suprema (en turco: Yüce Divan) si las causas afectan al presidente de Turquía, miembros del gabinete, o presidentes y miembros de los tribunales supremos.

## Historia
La Parte Cuarta, Sección Segunda de la Constitución de Turquía establece que el Tribunal Constitucional de Turquía dictamine sobre la conformidad de las leyes y decretos con la Constitución. Este Alto Tribunal puede ser consultado por el Presidente de la República, el gobierno, los diputados o cualquier juez en el ámbito de su competencia a través de una cuestión de inconstitucionalidad como parte demandada o demandante. El Tribunal Constitucional tiene el derecho de revisión tanto a priori como a posteriori, y puede invalidar leyes o decretos gubernamentales y prohibir su aplicación en todo o en parte en casos futuros. El recurso contra una ley se ha de presentar en los dos primeros meses posteriores a su promulgación.

## Organización
De acuerdo con el artículo 146 de la Constitución de Turquía, el Tribunal Constitucional está formado por un total de 17 miembros, catorce de ellos nombrados por el presidente de la República.

## Presidentes
- Haşim Kılıç (2007-2015)[4]
- Zühtü Arslan (2015- 2024)
- Kadir Özkaya (2024-actual)